# Il folle di Marechiaro
Il folle di Marechiaro (littéralement : Le Fou de Marechiaro) est un film italien réalisé par Roberto Roberti, sorti en 1952. 

## Fiche technique
- Titre : Il folle di Marechiaro
- Réalisation : Roberto Roberti
- Producteur : Ettore Catalucci
- Genre : Film dramatique
- Pays de production :  Italie
- Date de sortie : 1952

## Distribution
- Aldo Silvani : le fou
- Polidor : Le vieux pêcheur
- Sergio Leone : Soldat américain

## À noter
- Il s'agit du dernier film réalisé par Roberto Roberti, le père de Sergio Leone (qui l'assiste à la mise en scène et joue un petit rôle dans ce film).